# Ménilmontant
Ménilmontant, antiguamente pueblo en la comuna (municipio) independiente de Belleville, y después faubourg de París, es hoy en día un barrio popular, situado en el XX Distrito de París.

## Historia
Originalmente una aldea dentro de la comuna (municipio) independiente de Belleville, Ménilmontant fue, como otras comunas suburbanas que rodean la capital francesa, absorbida por la ciudad de París en 1860. Se dice que el nombre deriva de Mesnil Mautemps, que significa "casa del mal tiempo". En el siglo XVI, Mautemps se había corrompido en Montant (que significa "escalar"), probablemente debido a su situación en una colina con vistas a París.
En 1832, la zona sirvió también de lugar de retiro, fundado por el teórico de San Simón Enfantin y cuarenta seguidores. Antes de su absorción en París en 1860, Ménilmontant se encontraba más allá de la frontera fiscal de la capital (octroi), por lo que el vino era más barato allí, lo que dio lugar al desarrollo de numerosos establecimientos de bebidas, conocidos como guinguettes, en el siglo XVIII. Durante mucho tiempo fue un barrio predominantemente obrero, y a principios de los años 1830 se hizo famoso por la comuna establecida allí por los sansimonistas antes de ser prohibida por las autoridades.

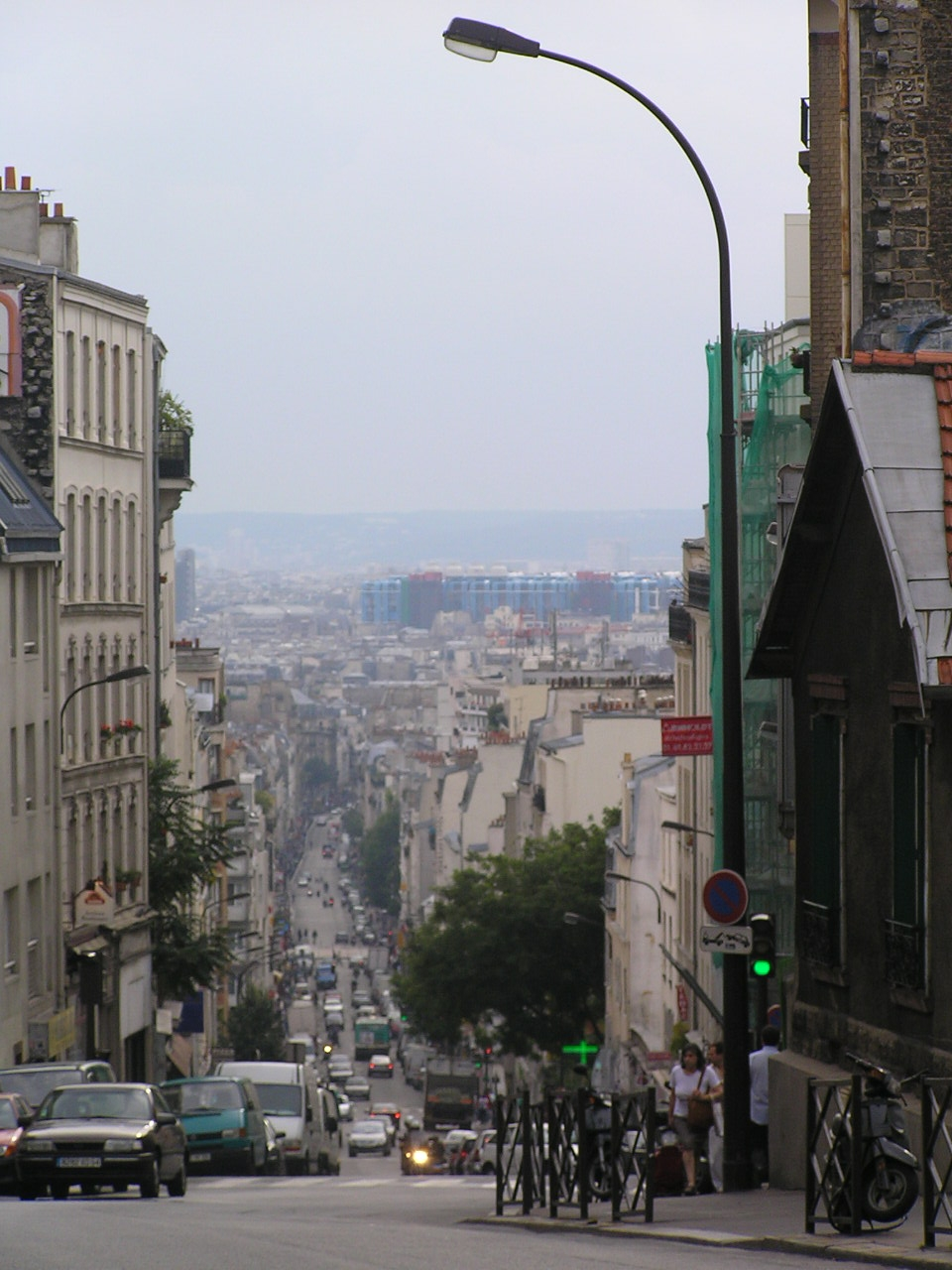
Rue de Ménilmontant, la calle principal de Ménilmontant, con el centro de París y el Centro Georges Pompidou en la distancia